# كويتشي سوقياما
كويتشي سوقياما (باليابانية: 杉山 弘一) (27 أكتوبر 1971 في أوساكا في اليابان – )؛ هو لاعب كرة قدم ياباني سابق كان يلعب كمدافع.

## روابط خارجية
- كويتشي سوقياما على موقع رابطة كرة القدم اليابانية للمحترفين (اليابانية)
- كويتشي سوقياما على موقع قاعدة بيانات كرة القدم.إي يو (الإنجليزية)
- كويتشي سوقياما على موقع Soccerway.com (الإنجليزية)
- كويتشي سوقياما على موقع عالم كرة القدم.نت (الإنجليزية)